# Leão VI, o Sábio
Leão VI (Constantinopla, 19 de setembro de 866 - 11 de maio de 912), dito o Sábio ou o Filósofo, foi um imperador bizantino de 886 a 912.
Ficou notável pela criação de trabalhos legislativos publicados em grego, e por uma grande revisão das Leis Justinianas, que foram aplicadas pela comunidades de Constantinopla e usadas na tática militar pelo exército e a marinha e chegaram a tornar-se códigos legais do Império Bizantino. Seu reinado também testemunhou a descontinuidade formal de várias instituições romanas antigas, como o consulado e o senado romano (nesse período também conhecido como senado bizantino), que continuaram a existir apenas no nome e perderam muito de suas funções e poderes originais.
Com a morte do pai, herdou o trono tornando-se imperador aos 20 anos, iniciando um notável reinado de 26 anos e morrendo em Constantinopla.

## Relações familiares
Foi filho de Basílio I, o Macedônio, o Macedónio, e de Eudócia Ingerina (Constantinopla, 835–882), que o tornou coimperador.
Casou-se quatro vezes. A primeira, com Teofano, com quem teve apenas uma filha, Eudócia, que acredita-se ter morrido jovem. Em seguida, casou com Zoé Zautsina (870–899), filha de Estiliano Zautzes, de quem teve Ana de Constantinopla (também denominada como "Ana de Bizâncio"; 890–914) casada com Luís III, o Cego (880–928), imperador do Ocidente. Depois, casou-se com Eudócia Baiana, que morreu no parto de um filho natimorto chamado Basílio.
Por fim, com Zoé Carbonopsina teve Constantino VII, (905 - 9 de novembro de 959), imperador de Bizâncio entre 905 e 959, casado com Helena Lecapena, filha de Romano I Lecapeno, imperador de Bizâncio, e de Teodora.